# Неи Пори
Неи Пори (на гръцки: Νέοι Πόροι, в превод Ново Пори) е крайбрежно село в Егейска Македония, Гърция, дем Дион-Олимп в административна област Централна Македония.

## География
Селото се намира на беломорския бряг, на 5 m надморска височина, южно от Литохоро и на 42 km от Катерини.

## История
Неи Пори е селище изградено от жителите на Пори (Пурлия). Регистрирано е за пръв път в преброяването от 1981 година.
Населението на селото е заето основно в сферата на туризма.
| Година    | 1913 | 1920 | 1928 | 1940 | 1951 | 1961 | 1971 | 1981 | 1991 | 2001 | 2011 | 2021 |
| --------- | ---- | ---- | ---- | ---- | ---- | ---- | ---- | ---- | ---- | ---- | ---- | ---- |
| Население |      |      |      |      |      |      |      | 273  | 631  | 691  | 733  | 716  |